# 四五运动
四五运动，又称四五天安门事件，是1976年4月4日—4月5日清明节期间在中华人民共和国全國各地（以北京市天安门广场為主）发生的大规模群众抗议活动。大批群众在北京天安门广场悼念已故国务院总理兼全国政协主席周恩来，同時表達对四人幫和毛泽东的不满情绪。最终，北京出动民兵、公安和卫戍部队，以木棒暴力鎮壓在广场进行悼念活动的群众收场。事后，中共中央政治局将事件定性为「反革命政治事件」，认为当时主持中央工作的中共中央副主席兼国务院副总理邓小平是事件总指揮，撤销了邓小平在党内外的一切职务。
1978年11月25日，中共中央政治局為事件公開徹底平反。

## 背景
文化大革命初期，毛泽东打倒了自己的接班人刘少奇。文革中期，毛泽东逼走了第二个接班人林彪。毛泽东只好对中国的领导层重新布局。
文革後期，文革所引发的社会动乱使国民经济濒临崩溃，同时，毛泽东为平衡四人帮的势力，重新起用文革初期被打倒的鄧小平主持政务。于是，政府与经济管理由周恩來、鄧小平为首的务实的旧官僚负责，而宣传舆论与文化教育由毛夫人江青为首的文革新贵四人帮负责，形成“左右”派系对峙共管的格局。
1974年1月18日，中共中央主席毛澤東批准中共中央副主席王洪文、夫人兼中共中央政治局委員江青的要求，由中共中央轉發江青主持選編的《林彪與孔孟之道》，於全國開展批林批孔運動。江青等人加入“批周公”，“批党内大儒”口號，把矛頭指向周恩來。運動至同年7月1日中共中央發出《關於抓革命促生產的通知》結束。
1975年1月13日至17日，四届全国人大一次会议在北京召开，周恩来为国务院总理，邓小平为第一副总理，期間周恩来提出“實現四個現代化”的綱領。四届人大一次会议闭幕后，周恩来在国务院全体会议上宣布：“我身体不行了，今后国务院的工作由小平同志主持。”会议後周恩來即臥床不起，邓小平开始代替重病的周恩来主持国务院工作。在鄧小平進行了全面整頓後，全国秩序和经济建设开始复苏，但在整頓過程中觸及對文革政策的否定，毛泽东不能容忍鄧小平系统地纠正文革的错误，毛在11月发动“批邓、反击右倾翻案风”运动，全国因而再度陷入混乱。
1976年1月8日上午9時57分，周恩来去世。:1581月9日至1月14日，四人帮成员姚文元命令，不准报导首都北京市民对周恩来悼念活动。:1591月15日下午3时起，在天安門广场人民大会堂準備舉行追悼会。:159从中午起，警察和軍队禁止市民进入天安门广场。:159市民们汇集到广场上吊唁。:159灵车沿长安街前往八宝山革命公墓时，自发组织起来悼念周恩来的数十万群众聚集在道路两边表达哀思（即著名的“十里长街送总理”），全国各地也举行了广泛的自发纪念活动。周去世后，遗体遵其遗嘱火化。周恩来骨灰于1月15日由一架安-2運輸機机载着其夫人邓颖超分三次分别撒在北京密云水库、天津海河及黄河入海口（山东滨州）。3月，北京市民悼念周恩来活动大规模开始。:1633月19日，随着清明节的临近，北京市朝阳区牛坊小学的学生最先来到天安门广场人民英雄纪念碑前敬献花圈。许多群众仿效，几天内天安门广场放满了献给周恩来的花圈。人们写挽联、祭文、大字报等表达哀悼，文体以诗歌居多，一時情緒激憤。
与群众自发的纪念活动形成对比，在毛泽东“悼念虚，复辟实”的指示下，“四人帮”控制的媒体刻意压低对周恩来逝世纪念活动的报道规格。《人民日报》和新华社不报道从1月9日至14日首都和全国各地的悼念活动；《红旗》杂志不刊登周恩来遗像，不刊登讣告和悼词:2。这些做法引来全国范围的不满。3月5日，受“四人帮”控制的上海《文汇报》转发新华社纪念雷锋的报道，但遗漏了周恩来为学习雷锋的题词，许多人认为这是刻意而为。3月25日，《文汇报》头版显著位置发文不点名批判邓小平（代以“那个走资派”和“那个不肯改悔的走资派”），文中“党内那个走资派要把被打倒的至今不肯改悔的走资派扶上台”一句本指邓小平和周荣鑫，但在当时的政治气氛下被普遍理解为影射“周恩来要把邓小平扶上台”。几天后，南京的学生、工人首先上街揭露和声讨《文汇报》删去周恩来题词和影射周恩来的事件。28日，南京大学400余人抬着周恩来巨幅遗像和大花圈前往梅园新村悼念，途中大批群众加入游行队伍，掀起了全国抗议《文汇报》和四人帮的第一次大规模游行。29日，南京大學和其他學校數百名學生在街道張貼“警惕赫鲁晓夫式的人物上台”、“誰反對周總理就打倒誰”、“揪出《文匯報》黑後臺”等大標語，30日在南京火车站工人帮助下，将標語刷在列車上，将悼念周恩来、反对“四人帮”的呼声传向全国。

## 经过
南京三·二九事件后，警察开始少量逮捕天安门广场的悼念者。4月1日，北京市革委会设立由民兵、警察、卫戍部队组成的联合指挥部，部署在天安门广场东南角一座三层小楼。4月2日，警察累计已逮捕26人，包括北京房修二公司工人韩志雄（小字报《悲情悼总理，怒吼斩妖魔》作者）。4月3日，天安门广场人数最多时达到10万，并一直维持在数万人以上，大约100万人去过广场。北京市的领导发出紧急通知说：“不要去天安门送花圈……送花圈是旧习俗”。
4月4日（清明节），南京、郑州、杭州、西安等地都出现了群众自发悼念周总理的活动高潮。同日早上，北京民众不顾禁令，在天安门广场集会，发表演说、以诗歌悼念周恩来，广场上出现了共和国历史上前所未有的“花山诗海”，最多时约有200万人。晚上，中共中央政治局开会讨论天安门广场上的群众运动。国务院副总理兼公安部部长华国锋认为“写的东西有的直接攻击主席，很多攻击中央”，中共北京市委第一书记、北京市革命委員會主任吴德认为“这件事是邓小平搞了很长时间的准备形成的。”政治局最后认为，多数人是悼念总理，少部分影射攻击中央，个别非常恶毒，存在一个地下的“裴多菲俱乐部”有计划地在组织活动，“是反革命性质的反扑”。毛远新向毛泽东报告说，会议决定从4日晚开始清理花圈、标语、抓“反革命”，得到中央委员会主席毛泽东的批准:6。
4月5日凌晨，大批军人、警察、民兵及200輛卡车開到天安門廣場运走花圈，一小部分放至中山公园内。上午，群众继续涌向天安门广场，人数超过10万，當他們發現紀念碑前的花圈被清理後群情激憤，聚集在人民大会堂东门外，高呼：“还我花圈，还我战友！”、“谁反对周总理就打倒谁！”，一部分群众冲击了人民大会堂，與民兵、警察、士兵发生严重冲突。下午，愤怒的群众砸毁自行车、追打外国摄影记者、点燃了「工人民兵指挥部」小楼门前的四辆汽车（包括公安局的宣传车）和小楼，群众、民兵和警察都有受伤者。下午6时30分左右，天安门广场广播了吴德的录音讲话：“要认清这一政治事件的反动性”、“在天安门广场有坏人进行破坏捣乱，进行反革命破坏活动”、“革命群众应立即离开广场”，讲话在天安门广场反复播送，多数群众逐渐离开。
晚上8时，到了政治局决定出动民兵的时间，华国锋和陈锡联打电话催促吴德，但吴德和北京卫戍区司令員吴忠认为此时清场为时尚早，天安门广场上的示威者仍然有数万人在场。9时，集结的民兵从中山公园出来，悄悄包围了天安门一侧。前门通往天安门的道路被封锁，人们只准离开广场不准进入。9时30分，一万多民兵、五个营的卫戍部队、三千名公安人员前往天安门广场:2。10时半，吴忠命令天安门广场的探照灯全部打开，並再次广播了吴德的录音讲话，要求抗议者离开广场。11时，天安门广场上大部分群众已散去，剩下大約一千人左右，吴德下令出动民兵。卫戍部队先把广场包围起来，然后民兵和警察手持木棍、皮带进入广场进行暴力清场，有数十人受伤、二百多人被警察拘留，广场上留下血迹，但無死亡的报告。
4月6日，天安门广场上已没有花圈，天安门广场持续戒严。北京市各单位传达市革委会发出《紧急通知》：“天安门事件”是“解放以来前所未有的最大的反革命事件”。《人民日报》發表社論《牢牢掌握鬥爭大方向》，堅持“批鄧”運動，並再一次將毛澤東不久前說的話“翻案不得人心”，以黑體字標出。
4月7日，天安门广场继续戒严，有清洁车和洒水车在广场内清洗血迹。中共中央主席毛泽东在听取毛远新的汇报后，认为邓小平的问题因天安门事件的发生而性质变化:6。当晚，中央政治局通过决议，华国锋被任命为中共中央第一副主席和国务院总理；邓小平被撤销党内外一切职务，保留党籍:7。
4月8日，《人民日报》发表社論《天安门广场的反革命政治事件》。

## 事後

### 公安扣押
時任北京市公安局辦公室的朱亦農（事件的複檢小組負責人）警官，在事後兩年的1978年11月3日、11日上午，會見記者介紹案情，表示涉案共拘捕過近400人（羈押超過三日為準）。其中當時事件開頭的4月2日至4日，由便衣警員在廣場跟踪抓捕了26人；4月5日圍捕時當場共有二百多人被捕，經審查而最後羈押的有98人。在4月7日中央發佈兩項決議後，公安再追查而抓捕了264人。而經過兩年來的審查，沒有一個被捕人士是「反革命分子」。在打倒四人幫前，有224人被釋放送回原單位進入學習班。

### 官方评价
4月7日，毛远新两次向毛泽东汇报情况。听取了汇报后，毛泽东同意公开发表《人民日报》记者关于事件的所谓“现场报道”。
4月8日，《人民日报》工農兵通訊員姚文元发表文章《天安門廣場的反革命政治事件》（文章署名：「本报工农兵通讯员　本报记者」），姚文元亦因此被民眾稱為“戈培爾編輯”。 文章写道:7。
四月上旬，在首都天安門廣場，一小撮階級敵人打著清明節悼念周總理的幌子，有預謀、有計劃、有組織地製造反革命政治事件。他們明目張膽地發表反動演說，張貼反動詩、標語，散發反動傳單，煽動搞反革命組織。他們用影射和赤裸裸的反革命語言，猖狂地叫囂‘秦始皇時代已經過去’，公開打出擁護鄧小平的旗號，喪心病狂地把矛頭指向偉大領袖毛主席，分裂以毛主席為首的黨中央，妄圖扭轉當前批鄧和反擊右傾翻案風鬥爭的大方向，進行反革命活動。
4月18日，《人民日报》發表社論《天安門廣場事件說明瞭什麼?》，将參加该運動的群眾定性为“一群反共、反人民、反社會主義的反革命分子”，稱鄧小平是“這些反革命分子的總代表”、“右傾翻案風的總後臺”，“從清華少數人的誣告信，到天安門廣場的反革命政治事件，都有深刻的政治背景和階級根源，其源蓋出於鄧小平”:7。
4月28日，《人民日报》发表梁效文章《鄧小平與天安門廣場反革命事件》，写道：
天安門廣場反革命政治事件的出現，不是孤立的、偶然的，完全是有預謀、有計劃、有組織的。它是當前兩個階級、兩條道路、兩條路線尖銳鬥爭的一個突出表現，是党內資產階級反革命猙獰面目的一次大暴露，是鄧小平大刮右傾翻案風、極力推行修正主義路線的必然結果，是腐朽沒落的資產階級垂死掙扎的一場表演。……這次天安門廣場的反革命政治事件，是以鄧小平炮製的‘三項指示為綱’的修正主義綱領為旗幟的。……他們的真實目的只有一個，就是要復辟資本主義。……原來他們所說的“四個現代化日”，就是紅旗落地、資本主義復辟之時！
5月18日，《人民日报》刊登梁效文章《党内确实有资产阶级——天安门广场反革命事件剖析》。

## 平反
1976年9月9日，中共中央主席毛泽东去世。10月6日，四人帮在北京被拘捕，文化大革命結束；當晚召開政治局緊急會議後，華國鋒被一致推舉為中央主席與中央軍委主席，正式成為最高領導人，而因四五事件而倒台的邓小平也得以在1977年7月召开的中共十届三中全会上复出。
1978年11月12日，在中共十一届三中全会召开前夕，陈云在中央工作会议中的东北小组讨论会上提出：“天安门事件是几百万人悼念周总理，反对‘四人帮’，不同意批判邓小平同志的一次伟大的群众运动，而且在全国许多大城市也有同样的运动。中央应该肯定这次运动”。因中央工作会议开幕式上中央委员会主席华国锋提议“畅所欲言”，所以陈云的发言得以在大会简报上登出。全体出席者很快地知道了他在东北小组会上的“爆炸性发言”。
因为东北三省中黑龙江和辽宁在真理标准问题大讨论中表现积极，而吉林则是邓小平在前不久作了重要谈话的省份，所以东北组勇于支持陈云的发言。陈云的提议引起了巨大的共鸣，邓小平、叶剑英、李先念等都坚决支持陈云的发言。因此，依据党内多数的意见，华国锋为“天安门事件”平反。
1978年11月14日，经中共中央政治局常委会批准，中共北京市委宣佈四五天安門事件是革命行動，受迫害及被捕入狱者獲得平反。11月25日，中央工作会议召开全体会议，中共中央政治局在会上正式宣布：“天安门事件”完全是革命的群众运动，为“天安门事件”公开彻底平反。

## 影响
政府在平反此次活动后，将天安门广场以及各地流传的诗歌编辑出版，名《天安门诗抄》。山西太原坞城路铁三局机电队青年王立山的《扬眉剑出鞘》成为名作：
欲悲闻鬼叫，

我哭豺狼笑。

洒泪祭雄杰，

扬眉剑出鞘。——王立山，《扬眉剑出鞘》六首之一，第一辑，第11页

## 相关文艺作品
- 小说《便衣警察》，海岩著，1985年出版；两度被改编为电视剧，分别于1987年、2005年播映。
- 电影《春雨潇潇》，丁荫楠、胡炳榴导演，张力维、章杰主演，1979年上映。
- 电影《生活的颤音》，滕文骥、吴天明导演，史钟麒、冷眉主演，1979年上映。
- 电影《扬眉剑出鞘》（纪录片），雷震霖导演，1979年上映。
- 电影《于无声处》，鲁韧导演，张孝中、杨宝龄、朱玉雯主演，1979年上映。
- 电影《不是为了爱情》，向霖导演，李世玺、Nicoletta Peyran、颜世魁主演，1980年上映。